# Story
Story je debitantski studijski album slovenske indie rock skupine Mrfy, ki je izšel 21. septembra 2018 pri založbi SonicTribe.
Naslov albuma se navezuje na "storyje" na socialnih omrežjih, kot je npr. Instagram, ki ga skupina precej uporablja. Na naslovnici je napisan v Braillovi pisavi.

## Glasba
Na album so bili vključeni skoraj vsi singli, ki jih je skupina do tedaj izdala, z izjemo pesmi "Ti dam". Avtor vseh idej za pesmi je vokalist Gregor Strasbergar, razen za pesem "U reki", ki jo je zasnoval kitarist Tomaž Zupančič.

## Promocija
Album je bil predstavljen na koncertu v Kinu Šiška na dan izida, ki je sovpadal z datumom 9. obletnice delovanja Kina Šiška. Kot predskupina je nastopila alternativna rock skupina The Mint iz Moravč. Kot gosta sta na koncertu nastopila frontman skupine Dan D in producent albuma Tomislav Jovanović - Tokac (med pesmijo "Klic") in plesalka flamenka Urška Centa pred pesmijo "Anakin" (nastopila je tudi v videospotu za to pesem).
Izdaji albuma je sledila še promocija v okviru turneje skupine Siddharta, ki je predstavljala album Nomadi. Kot predskupini na 11 od 12 načrtovanih koncertov sta nastopili skupini Mrfy in Seven Days in May.
Po izdaji albuma so izšli še singli "Tebe", "Omama", "Recall" in "BBY".

## Kritični odziv
Za Mladino je Borka album ocenila s 3 zvezdicami in zapisala: "Kar [skupini Mrfy] zmanjka pri ostrini zamisli za dolgo metražo, nadomesti s tehničnimi prijemi paketizacije. Status nekakšnega unikuma, ki ga ima skupina v preboju na domačo sceno indie rocka, pa več kot o kakovosti benda pove o stanju naše glasbene krajine."
Nasprotno pa je Žiga Valetič, pišoč za SIGIC, o albumu in skupini zapisal: "Zasedba Mrfy zelo dobro ve, po kaj je prišla: prišla je ponudit avtorsko izkušnjo rokenrola. In je za to tudi dobro opremljena. Od tod dalje je možno marsikaj. Album Story ni samo eden najboljših slovenskih prvencev nasploh, ampak tudi eden najbolj zrelih rokovskih albumov tega leta."

## Seznam pesmi
Vso glasbo je napisala skupina Mrfy (Gregor Strasbergar, Lenart Merlin, Tomaž Zupančič in Rok Klobučar), vsa besedila je napisal Strasbergar.
| Št.             | Naslov          | Dolžina |
| --------------- | --------------- | ------- |
| 1.              | „Umru zate‟     | 3:23    |
| 2.              | „Omama‟         | 3:48    |
| 3.              | „BBY‟           | 4:22    |
| 4.              | „Drugače‟       | 3:56    |
| 5.              | „Always‟        | 4:07    |
| 6.              | „Tebe‟          | 4:11    |
| 7.              | „Recall‟        | 4:13    |
| 8.              | „Tretje oko‟    | 4:26    |
| 9.              | „Heaven & Hell‟ | 4:20    |
| 10.             | „NBSVM‟         | 3:36    |
| 11.             | „Anakin‟        | 4:04    |
| 12.             | „Klic‟          | 4:20    |
| 13.             | „U reki‟        | 4:11    |
| Skupna dolžina: | Skupna dolžina: | 52:51   |

## Zasedba
Mrfy
- Gregor Strasbergar — vokal, kitara
- Lenart Merlin — bas kitara
- Tomaž Zupančič — kitara, efekti
- Rok Klobučar — bobni

Dodatni glasbeniki
- Anja Pavlin — spremljevalni vokal

Tehnično osebje
- Tomislav Jovanović - Tokac — produkcija (1, 2, 5, 7, 12)
- Igor Ilić — produkcija (6, 8–11, 13), miks
- Gregor Bajc — produkcija (2, 3), miks
- Lenart Merlin — oblikovanje